# イスラエル海軍
海上部隊（ヘイル・ハ＝ヤム、ヘブライ語: חיל הים、英語: Sea Corps）、すなわちイスラエル海軍（英語: Israeli Navy）とは、イスラエルの軍隊、イスラエル国防軍の海軍部隊である。

## 概要
イスラエル海軍は、パルマッハの海上コマンド部隊と密輸部隊を祖とし、当初はイギリス海軍の中古艦艇や転用した貨物船を運用していた。周辺諸国海軍と比べて、艦隊の規模でも火力でも劣っていたこともあり、第三次中東戦争まではコマンド部隊の特殊作戦による戦果が主体だったが、1970年代よりミサイル艇を中心とするように艦隊を刷新し、第四次中東戦争では相次ぐ海戦で完勝を収め、アメリカ海軍協会（USNI）には「シンデレラ」と評された。また1990年代からは再び大型艦も導入し、堪航性・独立行動能力の向上を図っている。
なお独自の海軍航空隊は保有しておらず、空軍の第193飛行隊が艦載機を、また第195飛行隊が陸上機を運用する。
海軍基地はハイファ、エイラート、アトリット及びアシュドッドにある。地中海及び紅海に分断された海岸線を持ち、スエズ運河は事実上使用不可とみなしていることもあり、比較的小型のミサイル艇であっても喜望峰を単独で回航する能力を持ち、更に小型の艇は地上をトレーラートラックや鉄道で容易に運搬できる能力を備えているといわれる。

## 歴史

### 委任統治領時代

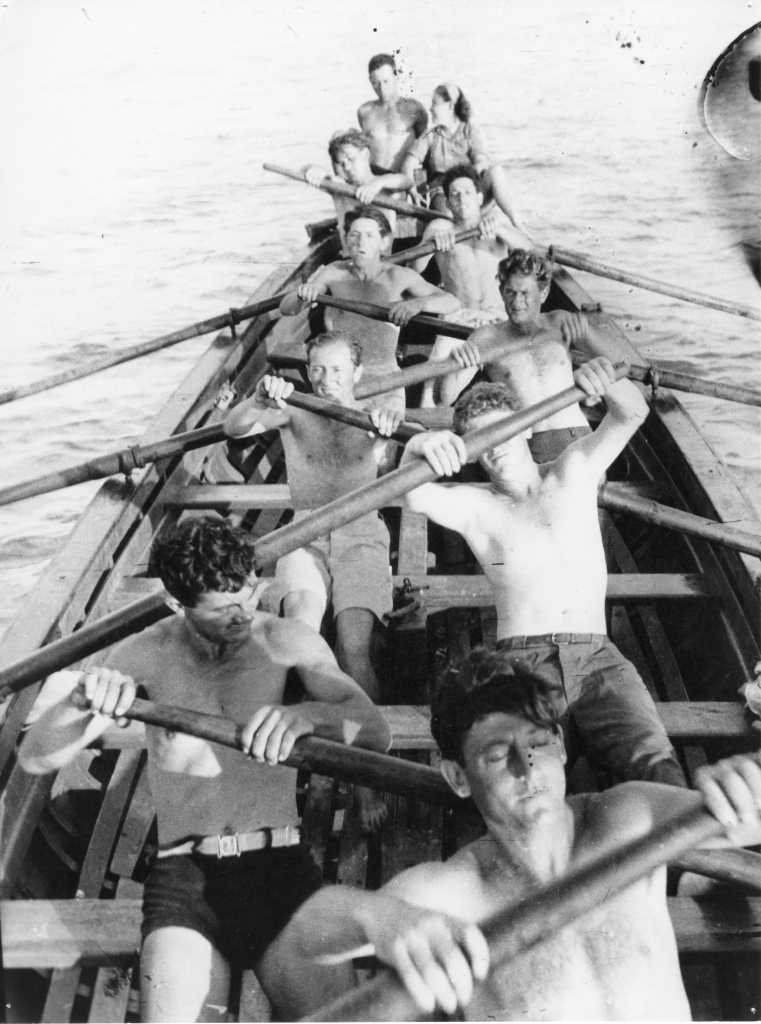
カッターボートを漕ぐパルヤム隊員

第二次世界大戦中、多くのユダヤ人が連合国軍に志願した。地上部隊は、イギリス陸軍にユダヤ人旅団 (Jewish Brigade) が編成されるなど組織的に第一線に投入され、後に国防軍に合流していったのに対し、海上では海軍の戦闘部隊への勤務はほとんど認められず、ほとんどが商船の乗組みとなったため、後に海軍建軍にあたり障害となった。
そんな中、1940年には、枢軸国の中東方面進出を恐れた特殊作戦執行部により、イギリス委任統治領パレスチナのユダヤ人準軍事組織であるハガナーの中に海上コマンド部隊が編成された。後にハガナーの戦闘部門としてパルマッハが設置されるとこの部隊も合流し、1941年5月に行われたヴィシー・フランス支配下のトリポリへの侵入作戦 (Operation Boatswain) の際に全滅したものの、後のイスラエル海軍コマンドー部隊の系譜の端緒となった。
そして1944年には、パルマッハの海上中隊としてパルヤム (Palyam) が設置され、後のイスラエル海軍の直接的な母体となった。その任務は、イギリス当局の監視の目をかいくぐっての移民（アリーヤー）と武器の密輸であり、大戦終結とともに更に本格化した。また体当たりによる英駆逐艦の撃破や停泊中の英軍艦の爆破など多くの武勇伝を生んだ。

### 独立戦争と建軍
1948年5月14日、委任統治の終了とともにイスラエル独立宣言が発せられた。これに対し、アラブ連盟が直ちに戦争を宣言、翌日より侵攻を開始して、第一次中東戦争が勃発した。第一次休戦の間に既存の武装組織からイスラエル国防軍への統合改編が進められ、5月28日にはパルヤムもその海軍部隊として合流した。
この時点で、イスラエル海軍は、イギリス海軍の経験者だけでは足りず、不法移民輸送の経験者まで含めて人員350名と、旗艦となる初代「エイラート」を含む貨物船3隻、モーター・ボート若干を擁するのみであり、貨物船の武装はM1906 65mm山砲と木製の偽砲程度、強く見せるために木製の偽装煙突を設置している状況であった。これに対し、アラブ海軍はイギリス軍の訓練を受け、大型掃海艇や輸送艦など45隻の艦隊を擁していた。
この状況に対し、イスラエル海軍は、パルマッハ以来のコマンド作戦で対抗した。爆装特攻艇により大型輸送艦を撃沈、大型掃海艇を大破させて以降、エジプト海軍の活動は消極化した。また海外でも、シリア向け武器を搭載した貨物船に対し、コマンド部隊がイタリア港内で爆破したりシージャックしたりするなど、不正規戦争を展開した。

### 第二次中東戦争

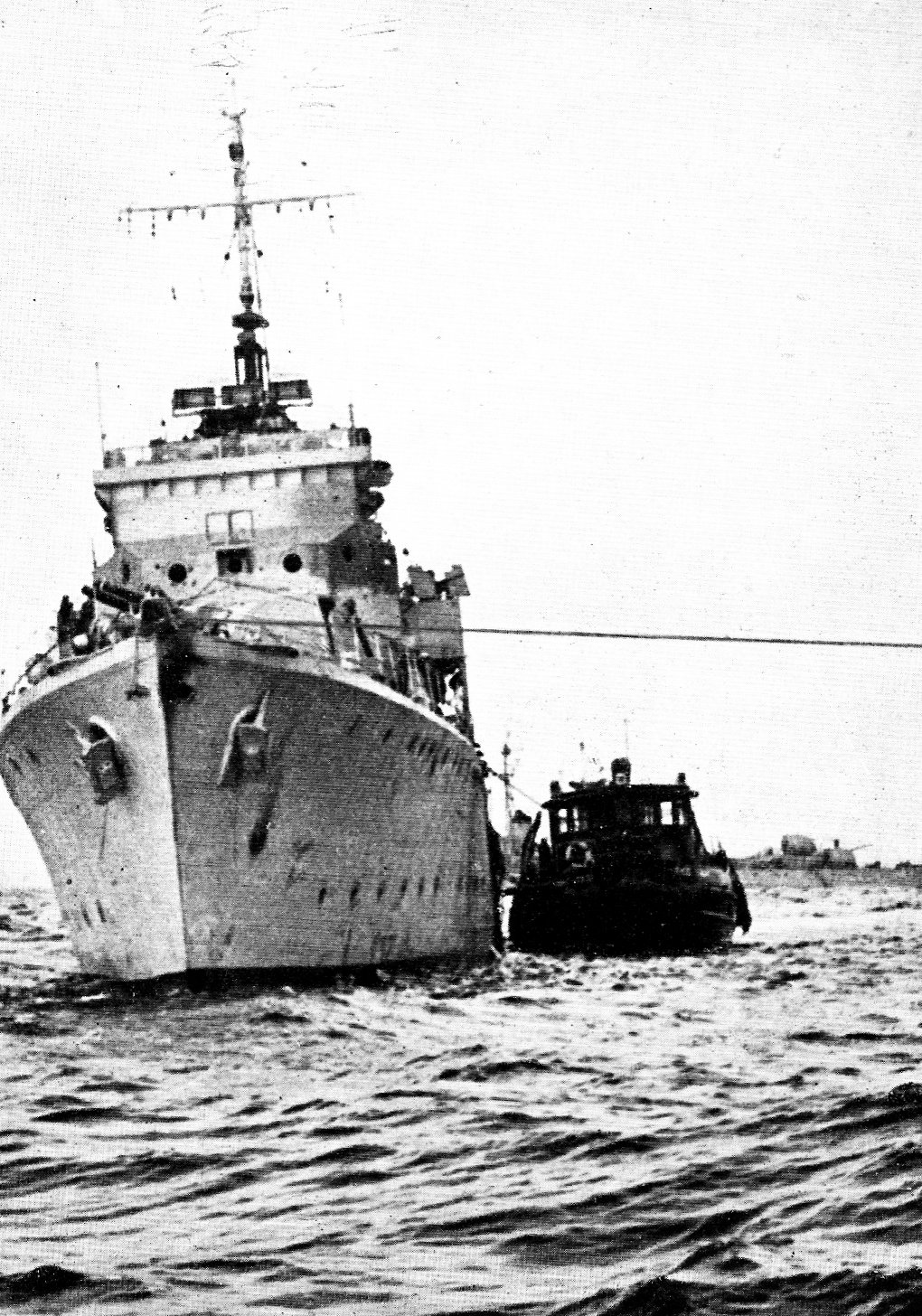
鹵獲された「イブラヒム・アル＝アワル」

1950年から1951年にかけてリバー級フリゲート3隻とフラワー級コルベット2隻を取得し、まず護衛艦艇が整備された。そして1955年には、待望の艦隊駆逐艦として、Z級駆逐艦2隻が就役した。
また第二次中東戦争中の1956年10月31日には、ハイファ港砲撃のため単艦来襲したエジプト海軍のハント級駆逐艦「イブラヒム・アル＝アワル」をこのZ級駆逐艦2隻が要撃し、拿捕するという殊勲があった。しかしイスラエル艦は予算不足のために回航以来射撃訓練を行っておらず、2隻で436発を発射してやっと数発の命中弾を得るという状況であり、エジプト艦の戦意を喪失させたのは、むしろ空軍の戦闘機による銃撃とロケット弾攻撃であった。
これによって鹵獲した艦を再就役させて駆逐艦3隻体制となったものの、エジプト海軍は1956年よりソ連製の30-bis型 (スコーリイ級) 駆逐艦の配備を開始しており、特に艦砲など対水上火力では劣勢を強いられる状態が続いていた。イスラエルの地政学的条件から陸・空軍が圧倒的に重要であったため、海軍の予算はごく限られており、兵力の少なさもあって、大型の巡洋艦の導入はもちろん、駆逐艦の更新すら困難であった。この事態を打開するため、1965年からはミサイル艇の計画が着手されたが、これは当時西側諸国に類を見ない画期的なコンセプトであった。

### 第三次中東戦争
1967年の第三次中東戦争では、アラブ側海軍の不活発さのために沿岸防衛は達成できたものの、敵の基地に潜入したコマンド部隊は目標に恵まれず、魚雷艇隊が敵大型揚陸艦と思って攻撃した相手はアメリカ海軍の情報収集艦であった（リバティー号事件）。ただし紅海では、揚陸艇をアカバ湾に陸路輸送するという奇策で大きな成果を挙げた。すなわち、昼間に艇を基地に搬入し、夜間に人目につかないようにそれを搬出し、翌日再び搬入することにより、スエズ湾への上陸準備を進めているように欺瞞し、エジプト海軍の戦力の紅海への誘引に成功したのである。
そして停戦後の消耗戦争では、虎の子の駆逐艦の1隻である「エイラート」をエジプト海軍のミサイル艇により撃沈されるという大損害を受けた。この事件は世界の海軍に対艦ミサイルの脅威を印象づけたが、イスラエル海軍にとっては貴重な艦艇乗員が多数戦死したことは作戦行動能力の低下に直結する大打撃であり、以後、地中海方面での活動は不活発化せざるをえなかった。
一方、紅海ではコマンド部隊が特殊作戦を展開しており、人工要塞島や魚雷艇を爆破して戦果を重ねていた。1969年9月9日には、鹵獲した戦車で編成した1個機甲大隊を対岸に揚陸し、10時間に渡ってエジプト本土を制圧するという戦果を挙げた。エジプトでは責任者多数が処分されたほか、後々に至るまで、沿岸防備のために多数の陸軍部隊を拘置せざるをえなくなり、次の戦争の帰趨に間接的に影響を与えた。

### 第四次中東戦争

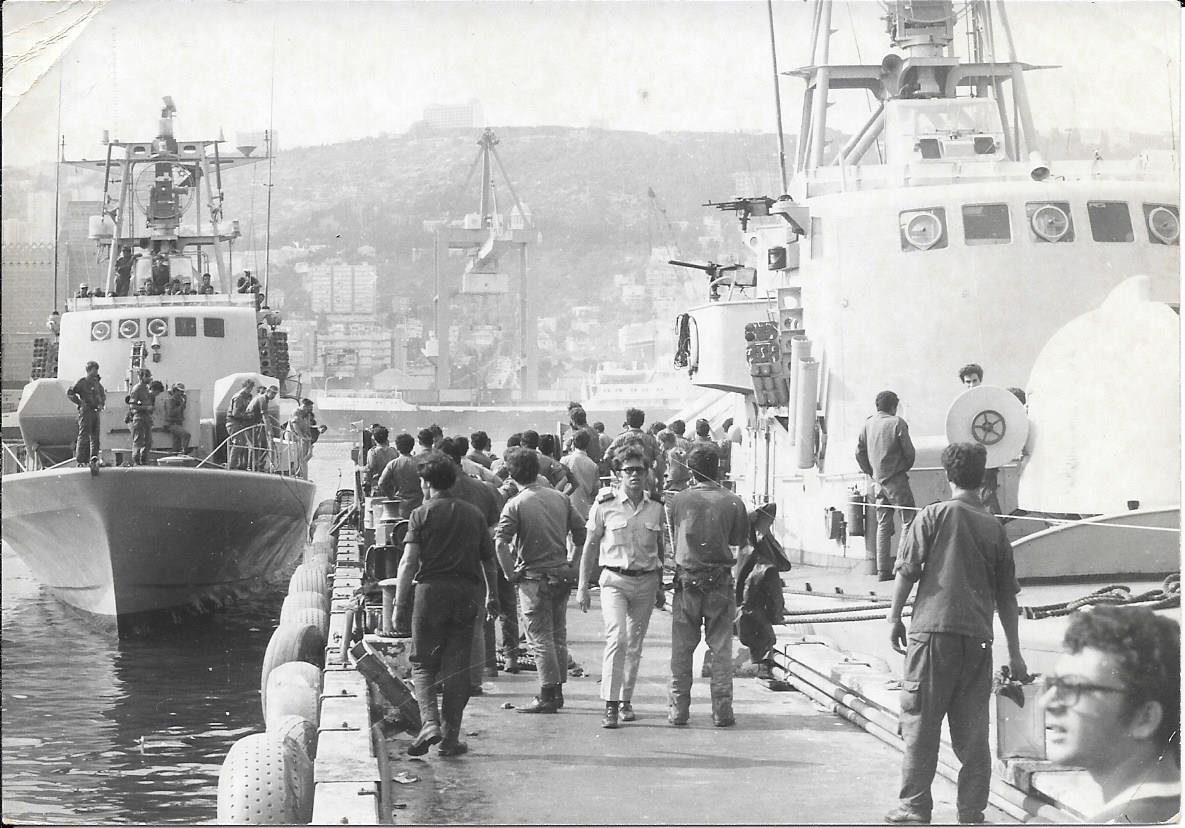
ラタキア沖海戦で勝利を収めたミサイル艇隊

1973年の第四次中東戦争では、陸・空軍が大苦戦に陥ったのに対して、海軍は、戦力化直後のサールII型・III型・IV型ミサイル艇を最大限に活用し、開戦翌日のラタキア沖海戦でシリア海軍、その翌々日のダミエッタ沖海戦ではエジプト海軍に対して完勝を収めた。またミサイル艇の展開が遅れていた紅海でも、イスラエル海軍伝統のコマンド部隊による特殊作戦が展開され、同方面の敵ミサイル艇を一掃した。
この時期、地上戦は依然として敗色が濃かったことから、海岸線の安全を保障したことで陸空戦力の地上戦への集中を可能とし、また民心の安定にも寄与したことは、極めて有意義であった。また予想外の長期戦・消耗戦となったこの戦争で、地中海の海上交通線を確保したことは、継戦能力の維持に大きく寄与した。

### 和平合意以降

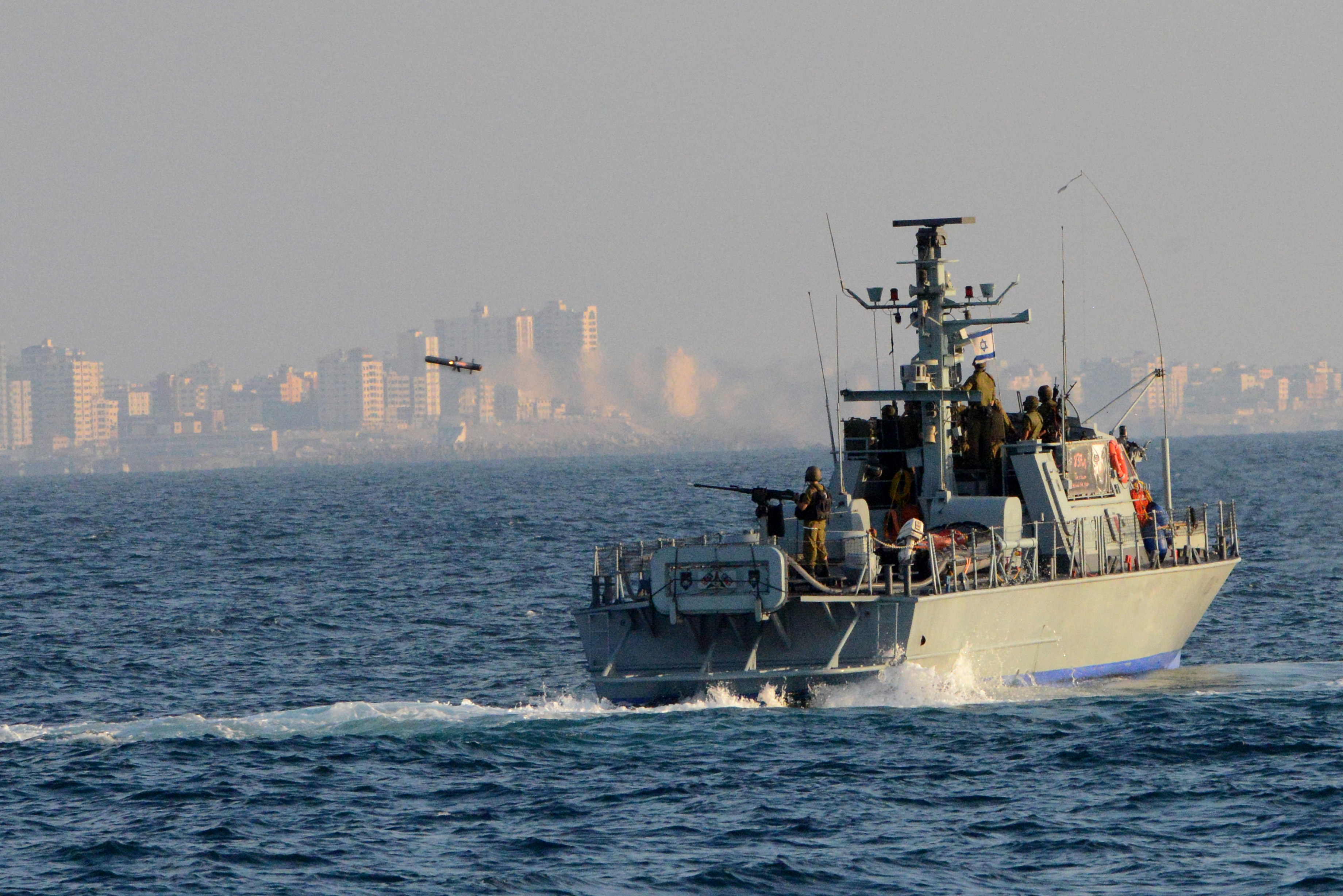
ガザ侵攻にて、ガザ地区にミサイルを撃ちこむイスラエル海軍

1978年のキャンプ・デービッド合意によってエジプトとの和平は成立したものの、その後も依然としてその他のアラブ諸国とは緊張関係にあり、またパレスチナ解放機構（PLO）とも準戦争状態にあり、不正規戦争・対テロ作戦は継続した。この要請に従い、150海里に及ぶ海岸線を守りテロリストの浸透を防ぐため、哨戒艇部隊と沿岸レーダー基地が整備されている。
1980年代にかけて、地中海に加えて紅海にも展開できるよう、2セット目の艦隊が整備されたほか、海上捜索航空隊の新設やヘリコプター搭載可能な艇の就役など、航空運用能力の強化が図られた。また80年代後半からは、リビア海軍の急激な拡充に対応するために航洋性の向上が図られることになった。これは従来の「小型多数」の思想を外れることから論議の的となったが、1988年には1,200トン級コルベット（後のサール5型）、そして1989年には1,550トン級潜水艦（後に一度のキャンセルを経てドルフィン級として結実）の建造が認可された。

## 編成

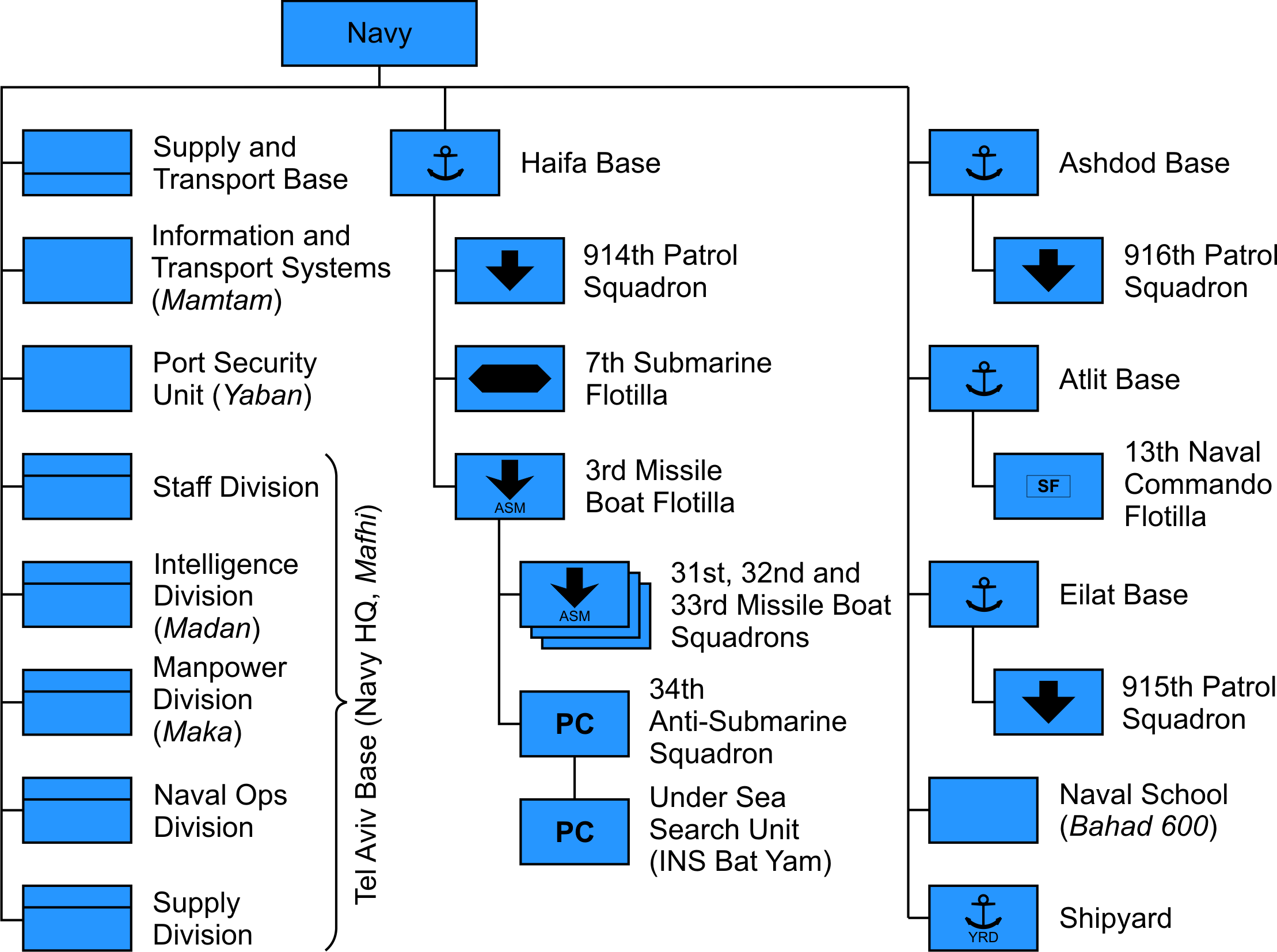
イスラエル海軍組織図

- 哨戒艇部隊（ヘブライ語版）
  - 第914哨戒艇隊
  - 第915哨戒艇隊
  - 第916哨戒艇隊
- 第3艦隊（ミサイル艇部隊）（ヘブライ語版）
  - 第31ミサイル艇隊
  - 第32ミサイル艇隊
  - 第33ミサイル艇隊
  - 第34対潜水艦戦隊
- 第7潜水艦艦隊
- 第13艦隊 (シャイェテット13) - 特殊部隊
- 海中作戦コマンド部隊"YALTAM"（ヘブライ語版） - 特殊部隊。元第707部隊（ヘブライ語版）。
- 港湾警備隊"YABAN"
- 海軍諜報部（英語版）
- 海軍作戦参謀本部（ヘブライ語版）
- 海軍作戦装備部（ヘブライ語版）

## 主要基地・施設
- ハイファ海軍基地（ヘブライ語版）（ハイファ）
- アトリット海軍基地（ヘブライ語版）（アトリット）
- アシュドッド海軍基地（ヘブライ語版）（アシュドッド）
- エイラート海軍基地（ヘブライ語版）（エイラート）
- 海軍訓練基地（バハード600）（ヘブライ語版）
- 海軍兵学校（英語版）
- 海軍造船所（ヘブライ語版）
- イスラエル海軍博物館（ハイファ）

## 装備

### 艦艇
2011年6月現在。『Jane's Fighting Ships 2011-2012』より。
歴代艦艇については「イスラエル海軍艦艇一覧」を参照。
通常動力型潜水艦
- ドルフィン級×5（1隻建造中）

ドルフィン（Dolphin） - 1999年
レヴィアタン（Leviathan） - 1999年
テクマ（Tekuma） - 2000年
タニン（Tanin）- 2012年
ラハヴ（Rahav）- 2013年
ドラコン（Dorakon）-2021年就役予定
コルベット
- マゲン級（サール6型）×4（うち2隻建造中

　　マゲン（Magen）
　　オズ（Oz）
- エイラート級（サール5型）×3

エイラート（501 Eilat） - 1994年
ラハヴ（502 Lahav） - 1994年
ハニト（503 Hanit） - 1995年
ミサイル艇
- ヘッツ級（サール4.5型）×8

（Romat） - 1981年
（Keshet） - 1982年
（Hetz） - 1991年
（Kidon） - 1994年
（Tarshish） - 1995年
（Yaffo） - 1998年
（Herev） - 2002年
（Sufa） - 2002年
- レシェフ級（サール4型）×2

（Nitzhon） - 1978年
（Atsmout） - 1979年
哨戒艇
- シャルダグ級（英語版）×5

840-841 他3隻
- ダブール級（英語版）×15

850-851、853、860-862、864-865、868、873、902、905-906、909-910
- ドヴォラ級×9

811-819
- スーパードヴォラMk.2級（英語版）×4

820-823
- スーパードヴォラMk.3級（英語版）×10

830-839
- ナフショル級偵察艇 (スティングレイ インターセプター2000) ×3

監視艇
- Tzira型×8

無人艇
- プロテクター USV ×1

支援艇
- Stollergrund（745）型[注 1]×2

（Bat Yam） - 2005年再就役
（Bat Galim） - 2005年再就役
戦車揚陸艇（LCT）
- （61 Ashdod） - 1966年

練習艦
- （Queshet） ※ RO-RO船

運送船
- （Nir）
- （Naharya）

特殊艇
- Alligator 19m型×1 ※ 半没艇

### 航空機
2011年6月現在。『Jane's Fighting Ships 2011-2012』より。
固定翼機
- ガルフストリーム G-1159D エリント×3
- IAI 1124N シー・スキャン×3

回転翼機
- ユーロコプター AS565SA シー・パンサー×7 (空軍第193飛行隊（英語版、ヘブライ語版）)

## 旗

軍艦旗
海上用大統領旗
海上用首相旗
海上用国防大臣旗
海上用参謀総長旗
海上用海軍総司令旗